# Kormos mocsárcsiga
A kormos mocsárcsiga (Stagnicola corvus) európai elterjedésű édesvízi csigafaj.

## Megjelenése

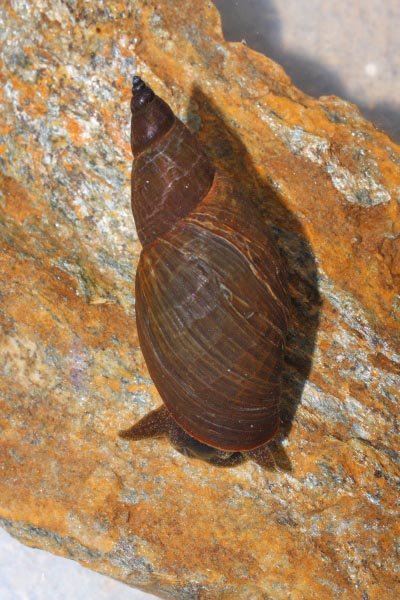

A kormos mocsárcsiga háza 13–34 mm magas és 6–17 mm széles; 6-8 enyhén domború kanyarulatból áll. A ház kúp alakú, kihegyesedő végű; nagy része (magasságának kb 70%-a) az utolsó, erősen megnagyobbodott kanyarulatból áll. Héja finoman rovátkolt, sárgás szaruszínű vagy vörösbarna; gyakran fekete bevonat borítja. Szájadéka megnyúlt, a tetején kihegyesedő tojásdad alakú.
Az állat szürke vagy szürkésbarna (esetleg szürkészöld) színű. Köpenyét számos apró sárga folt pettyezi. 

## Elterjedése
Európai elterjedésű faj, nyugaton a Brit-szigetek, keleten a Dnyeper-medence, északon Dél-Skandinávia, délen Olaszország jelenti elterjedésének határait. A többi Stagnicola-fajhoz képest viszonylag ritka; egyes országokban nincs feltérképezve jelenléte. Magyarországon nem védett.

## Életmódja
Vízinövényekkel dúsan benőtt síkvidéki tavak, holtágak, mocsarak és egyéb állóvizek lakója, ahol elsősorban a sekély vízben tartózkodik. Svájcban 1800 méteres magasságban is megtalálták, de döntően 600 m alatt lehet rábukkanni. Nem védett, de élőhelyei, a kis tavak, folyamatosan fogyatkoznak. Lengyelországban viszonylag szennyezett vizekben és bányatavakban is megtalálták. Két évig él, második évében szaporodik. 4–18 mm hosszú zsinórban rakja le petéit, egyszerre 5-74 darabot. 